# ديفيد هوفمان
ديفيد جورج رونالد هوفمان (23 أيلول 1908 – 9 أيار 2003)
خدم كعضو في بيت العدل الأعظم، الهيئة الحاكمة العليا للدين البهائي، بين عامي 1963 و1988. كان أول مذيع تلفزيوني في العالم يعمل لدى هيئة الإذاعة البريطانية، ثم أسس لاحقًا شركة النشر "جورج رونالد".

## التاريخ

### الحياة المبكرة والمهنة
وُلد السيد هوفمان في عام 1908 في بوني، الهند، حيث كان والده يخدم في الجيش البريطاني. تلقى تعليمه في إنجلترا، وانطلق وهو شاب ليستكشف العالم. أثناء وجوده في كندا خلال ثلاثينيات القرن العشرين، تعرف على الدين البهائي في منزل ماي وويليام ساذرلاند ماكسويل في مونتريال. اعتنق الدين وواصل أسفاره، فعاش لفترة في هوليوود بالولايات المتحدة وظهر في عدد من الأفلام الصامتة. وبعد عودته إلى إنجلترا، حصل على أدوار تمثيلية عدة في منطقة ويست إند في لندن، وفي عام 1938 عمل مذيعًا في برامج تلفزيون هيئة الإذاعة البريطانية المبكرة. كما كان صوته يُسمع عبر خدمة الإمبراطورية في إذاعة الـ"بي بي سي".
في عام 1943، أسس هوفمان شركة النشر البهائية "جورج رونالد". وكان أول كتاب نشره بعنوان تجديد الحضارة، وقد كتبه كمقدمة عن الدين البهائي. وبعد سنوات، ألّف سيرة حياة "يد أمر الله" جورج تاونسند.
بعد الحرب العالمية الثانية، تزوج من الرياضية الأمريكية البارزة ماريون هولي، التي توفيت قبله. وكان لهما طفلان. شارك آل هوفمان بفعالية في المجتمع البهائي، وأسّسوا مجتمعات بهائية في نورثامبتون، وبرمنغهام، وأكسفورد، وكارديف، وواتفورد. وخدم السيد هوفمان لمدة 27 عامًا عضوًا في الجمعية الروحية الوطنية في المملكة المتحدة.

## فهرس
- بهاءالله أمير السلام(ردمك 978-0-85398-340-8)
- شرح وصية عبد البهاء(ردمك 978-0-85398-158-9)
- جورج تاونسند، حياة(ردمك 978-0-85398-126-8)
- تجديد الحضارة(ردمك 978-0-85398-007-0)كان ديفيد هوفمان أيضًا عضوًا في مسرح نورثامبتون ريبيرتوري في الفترة من إلى 1943، وكان ممثلًا بارعًا في دور لوربيرج في مسرحية هيدا جابلر لإبسن، وزوج الملكة لروبرت إي شيروود في دور الملك إريك، والغابة المتحجرة، والعديد من المسرحيات الأخرى.| جزء من سلسلة مقالات حول |
| البهائية                |
|                         |
| المؤسسون                |
| التاريخ                 |
| شخصيات رئيسة            |
| المعتقدات البهائية      |
| كتب هامة                |
| العهد والميثاق          |
| المجموعات البهائية      |
| الإدارة البهائية        |
| تقويم ومناسبات          |
| مقالات ذات صلة          |
| بوابة البهائية          |
| ع ن ت                   |

## الملاحظات
1. ↑   https://www.ieee.org/content/dam/ieee-org/ieee/web/org/about/awards/recipients/hamming-rl.pdf. {{استشهاد ويب}}: |url= بحاجة لعنوان (مساعدة) والوسيط |title= غير موجود أو فارغ (من ويكي بيانات) (مساعدة)